# گروه ویرجین
گروه ویرجین (به انگلیسی: Virgin Group) شرکت خوشه‌ای بریتانیایی و چندملیتی است، که دارای بیش از ۴۰۰ شرکت تابعه و زیرمجموعه در سراسر جهان می‌باشد و توسط کارآفرین بریتانیایی؛ سر ریچارد برانسون، اداره می‌شود. تاریخ تأسیس شرکت مرکزی ویرجین در اداره ثبت شرکت‌ها در لندن در سال ۱۹۸۹ میلادی است، گرچه سابقه فعالیت‌های بازرگانی سر ریچارد برانسون با نام تجاری «ویرجین» به سال‌های دهه ۱۹۷۰ میلادی باز می‌گردد.
از ارائه خدمات اینترنتی گرفته تا مدیریت ایستگاه‌های رادیویی و کانال‌های تلویزیونی، تولید لوازم آرایشی، مدیریت خطوط هواپیمایی و اپراتوری شبکه‌های راه‌آهن، دامنه فعالیت‌های تجاری شرکت‌های عضو گروه ویرجین، بسیار گسترده است. مشهورترین شرکت‌های تابعه گروه ویرجین عبارتند از: ویرجین آتلانتیک، ویرجین اکسپرس، ویرجین امریکا، ویرجین استرالیا و ویرجین رکوردز.

## مالکیت برند ویرجین
گرچه برانسون مالکیت کامل نام تجاری ویرجین را در اختیار دارد، شرکت‌های عضو گروه ویرجین دارای عملکرد و تشکیلات پیچیده و متفاوتی هستند. این شرکت‌ها از هم مستقل عمل می‌کنند؛ ریچارد برانسون در برخی از این شرکت‌ها صددرصد سهام و در برخی دیگر قسمتی از سهام را در اختیار دارد.
در برخی موارد، برانسون امتیاز استفاده از نام تجاری ویرجین را به هنگام فروش یکی از شرکت‌های گروه، به خریدار واگذار می‌نماید. برای مثال ایستگاه رادیویی؛ «رادیو ویرجین» هم‌اکنون با همان نام در تملک گروه رسانه‌ای اسکاتلند (SMG) است، یا شرکت «ویرجین رکوردز» در همان نام، تحت مالکیت گروه شرکت‌های ئی‌ام‌آی است. به‌جز چند مورد استثنایی، مالکیت تمام شرکت‌های عضو گروه ویرجین از آغاز کارشان تماماً به این گروه تعلق داشته‌است.

## شرکت‌های تابعه

### خطوط هواپیمایی
- ویرجین آتلانتیک: شرکت هواپیمایی بین‌المللی که پایگاه اصلی آن فرودگاه بین‌المللی هیثرو در لندن است.
- ویرجین گالاکتیک: شرکت هوافضا ارائه دهنده پروازهای خصوصی فضایی (از سال ۲۰۰۹).
- ویرجین اکسپرس
- ویرجین نیجریه: شرکت هواپیمایی ارائه‌کننده پروازهای داخلی و بین‌المللی در نیجریه.
- ویرجین امریکا: شرکت هواپیمایی آمریکایی که پایگاه اصلی آن در فرودگاه بین‌المللی سان فرانسیسکو است.
- ویرجین بلو: شرکت هواپیمایی ارزان‌قیمت استرالیایی که در منطقه جنوبی اقیانوس آرام فعالیت می‌کند.
- تور تعطیلاتی بلو: شرکت مسافرتی که هماهنگ با شرکت هواپیمایی ویرجین بلو و شرکت زوجی فعالیت می‌کند.
- پاسیفیک بلو: شعبه شرکت هواپیمایی ویرجین بلو در نیوزیلند.
- پلی‌نژین بلو: شعبه شرکت هواپیمایی ویرجین بلو که پایگاه اصلی آن در ساموئا قرار دارد.
- ویرجین استرالیا: شرکت هواپیمایی بین‌المللی است که پروازهای مستقیم بین استرالیا و ایالات متحده را انجام می‌دهد.
- چارتر ویرجین: شرکت هواپیمایی برای اجاره هواپیمای جت خصوصی.
- شرکت بالون ویرجین: شرکت ارائه دهنده خدمات پرواز تفریحی با بالون در بریتانیا.
- ایر ایشیا ایکس: شرکت هواپیمایی ارزان‌قیمت برای پرواز در مسیرهای طولانی، که پایگاه آن در مالزی‌است. ۲۰٪ سهام این شرکت متعلق به گروه ویرجین است.
- ویرجین کروز: تور مسافرتی کشتی‌های گردشی و سفرهای دریایی.

### حمل‌ونقل ریلی
- شرکت راه‌آهن ویرجین: یک شرکت عمده راه‌آهن در بریتانیا.

### حمل‌ونقل شهری
- ویرجین لیموبایک: شرکت ارائه‌کننده خدمات تاکسی سرویس با موتورسیکلت در لندن.
- ویرجین لیموزین: شرکت اجاره دهنده اتومبیل‌های لیموزین، یا سایر خودروها با راننده، در سان فرانسیسکو و شمال ایالت کالیفرنیا

### رسانه‌های گروهی
- شرکت رسانه‌های ویرجین: ارائه دهنده خطوط تلفن ثابت، تلویزیون کابلی، سرویس اینترنت با پهنای باند بالا و سرویس تلفن همراه در بریتانیا.
- شرکت تلویزیونی ویرجین: شبکه تلویزیونی بریتانیایی که شامل شرکت‌های تولید برنامه تلویزیون ویرجین-۱، براوو، لیوینگ تی‌وی و دارای ۵۰٪ سهم در UKTV است.
- ویرجین رادیو: ایستگاه رادیویی بریتانیایی که برنامه‌هایش را بر روی امواج اف‌ام، ای‌ام، دی‌ای‌بی، و روی اینترنت و تلویزیون دیجیتال پخش می‌کند.
- ویرجین رادیو آسیا: مجموعه‌ای از ایستگاه‌های رادیویی مستقر در هند و تایلند.
- ویرجین رادیو کلاسیک راک: ایستگاه رادیویی که موسیقی سبک راک کلاسیک را بر روی دی‌ای‌بی، اینترنت و تلویزیون ماهواره‌ای پخش می‌کند.
- ویرجین رادیو فرانسه: ایستگاه رادیویی مستقر در فرانسه که پیشتر با نام یوروپ-۲ کار می‌کرد.
- ویرجین رادیو ایتالیا: ایستگاه رادیویی مستقر در ایتالیا.
- ویرجین رادیو گروو: ایستگاه رادیویی که موسیقی سبک دیسکو و سول را بر روی دی‌ای‌بی، اینترنت و تلویزیون ماهواره‌ای پخش می‌کند.
- ویرجین رادیو اکستریم: ایستگاه رادیویی که موسیقی سبک راک مشخصاً برای پسران نوجوان.
- رادیو وی اف‌ام: ایستگاه رادیویی موسیقی راک در فرانسه و قاره آسیا.
- کتاب‌های ویرجین: شرکت چاپ، نشر، توزیع و فروش کتاب.
- کتاب‌های کمیک ویرجین: شرکت تولید کمیک استریپ.

### خدمات مخابراتی
- ویرجین موبایل: ارائه دهنده سرویس‌های شبکه تلفن همراه.
- ویرجین موبایل یو.کی: ارائه دهنده سرویس تلفن همراه در بریتانیا.
- ویرجین موبایل استرالیا: ارائه دهنده سرویس تلفن همراه در استرالیا.
- ویرجین موبایل کانادا: ارائه دهنده سرویس تلفن همراه در کانادا.
- ویرجین موبایل آفریقای جنوبی: ارائه دهنده سرویس تلفن همراه در آفریقای جنوبی.
- ویرجین موبایل آمریکا: ارائه دهنده سرویس تلفن همراه در آمریکا.
- ویرجین موبایل فرانسه: ارائه دهنده سرویس تلفن همراه در فرانسه.
- ویرجین موبایل هند: ارائه دهنده سرویس تلفن همراه در هند.

### خدمات گردشگری
- شرکت تورهای تعطیلات ویرجین: ارائه دهنده تورهای مسافرتی در ایالات متحده.
- ویرجین لیمیتد ادیشن: شرکت اداره‌کننده هتل‌های ویژه و گرانقیمت.
- شرکت تعطیلات ویرجین: تور مسافرتی در بریتانیا با هماهنگی شرکت هواپیمایی ویرجین آتلانتیک و شرکت‌های همکار.

### خدمات مالی
- ویرجین رکوردز: شرکت صاحب امتیاز موسیقی (اکنون متعلق به ئی‌ام‌آی است).
- ویرجین مانی: ارائه دهنده خدمات مالی.
- شرکت کارت اعتباری ویرجین: ارائه‌کننده کارت اعتباری.
- تجربه‌گاه ویرجین: برگزارکننده دوره‌ها و نمایشگاه‌های تخصصی برای شرکت‌ها یا مصرف‌کنندگان محصولات خاص.

### فستیوال‌ها
- فستیوال موسیقی وی: فستیوال موسیقی ۲ روزه که در دو مکان مختلف در بریتانیا برگزار می‌شود.
- فستیوال موسیقی وی (استرالیا): متناظر فستیوال وی در استرالیا.
- ویرجین فستیوال: متناظر فستیوال وی در ایالات متحده.

### ورزش
- ویرجین اکتیو: زنجیره باشگاه‌های بدن‌سازی در بریتانیا، ایتالیا، اسپانیا، پرتغال و آفریقای جنوبی.

### آرایشی و بهداشتی
- لوازم آرایشی ویرجین: فروشنده زنجیره‌ای لوازم بهداشتی و آرایشی.
- ویرجین وی: فروشگاه اینترنتی لوازم بهداشتی و آرایشی و جواهرات.

### صنایع غذایی
- ویرجین کولا: تولیدکننده نوشابه گازدار.
- ویرجین ودکا: تولیدکننده نوشیدنی‌های الکلی.
- ویرجین واین: شرکت تولیدکننده شراب سرخ و شراب سفید در ایالت کالیفرنیا.

### متفرقه
- پوشاک ویرجین: نام تجاری و فروشنده پوشاک.
- ویرجین فلاور: فروشگاه اینترنتی گل.
- ویرجین گیمز: وبگاه اینترنتی برای قمار.
- سرمایه سبز ویرجین: شرکت سرمایه‌گذاری برای توسعه سوخت‌های غیرفسیلی.
- بانک سلامت ویرجین: شرکتی که با والدین آینده اجازه می‌دهد سلول پایه فرزندانشان را ذخیره‌سازی کنند.[۲]
- اتحاد ویرجین: مؤسسه خیریه.